# Felsuma czteroplama
Felsuma czteroplama (Phelsuma quadriocellata) – gatunek jaszczurki z rodziny gekonowatych (Gekkonidae).

## Zasięg występowania
Wschodnia część Madagaskaru.

## Budowa ciała
Pysk wydłużony, ostro zakończony. Ogon masywny, dłuższy od reszty ciała. Kończyny dobrze wykształcone, końce palców, pozbawione pazurów, z szerokimi przylgami. Ciało pokryte jednakowej wielkości, niewielkimi, ziarnistymi łuskami, jedynie na ogonie łuski są większe i ułożone w regularne pierścienie. Źrenice oczu okrągłe.
Ubarwienie grzbietowej strony ciała jednolicie jaskrawozielone. Po bokach tułowia, za nasadą przednich i przed nasadą tylnych kończyn znajdują się cztery duże nieregularne, czarne plamy z jasnym obrzeżeniem, od których gekon ten wziął swoją nazwę gatunkową. Brzuch ubarwiony jasno, żółto-zielono.

## Biologia i ekologia
Prowadzi wyłącznie dzienny tryb życia. Żywi się drobnymi bezkręgowcami oraz miękkimi i soczystymi częściami roślin.